# نيل رادفورد
نيل رادفورد (7 يونيو 1957 في زامبيا - ) (بالإنجليزية: Neal Radford)‏ هو لاعب كريكت بريطاني.

## وصلات خارجية
- نيل رادفورد على موقع إي آس بي آن كريك إنفو (الإنجليزية)